# 아만테스
《아만테스》(스페인어: Amantes)는 1991년 개봉한 스페인의 필름 느와르이다. 비센테 아란다가 감독과 공동각본을 맡았다. 1991 고야상 작품상 수상작이며, 비센테 아란다의 이름을 영미권에 널리 알린 작품으로 평가 받는다.

## 출연

### 주연
- 빅토리아 아브릴
- 호르헤 샌즈
- 마리벨 베르두

### 조연
- 마벨 에스카노

## 기타
- 의상: 네레이다 봉마티